# Dolores (Nicarágua)
Dolores é um município da Nicarágua, situado no departamento de Carazo. Tem 3 km² de área e sua população em 2020 foi estimada em 8.877 habitantes.